# Peter Kihara Kariuki
Peter Kihara Kariuki IMC (* 6. Februar 1954 in Thunguri) ist Bischof von Marsabit. 

## Leben
Peter Kihara Kariuki trat der Ordensgemeinschaft der Consolata-Missionare bei und empfing am 16. Dezember 1983 die Priesterweihe.  Papst Johannes Paul II. ernannte ihn am 3. Juni 1999 zum Bischof von Muranga.
Der Apostolische Nuntius in Kenia, Giovanni Tonucci, spendete ihm am 11. September desselben Jahres die Bischofsweihe; Mitkonsekratoren waren Nicodemus Kirima, Erzbischof von Nyeri und John Njue, Bischof von Embu.
Am 25. November 2006 wurde er zum Bischof von Marsabit ernannt und am 25. Januar des nächsten Jahres in das Amt eingeführt.